# کساوری دونیکوفسکی
کِـساوری دونیکوفسکی (لهستانی: Xawery Dunikowski؛ تلفظ لهستانی: [ksaˈvɛrɨ duɲiˈkɔfskʲi]؛ ۲۴ نوامبر ۱۸۷۵ – ۲۶ ژانویهٔ ۱۹۶۴) هنرمند، مجسمه‌ساز و نقاش اهل لهستان بود.
او یکی از بازماندگان اردوگاه آشویتس بود و شهرتش به‌واسطهٔ هنر نئو-رمانتیک و آثار الهام‌گرفته‌شده از آن اردوگاه است. وی شاگردان زیادی تربیت کرد که از آن میان می‌توان به یوزف گوسوافسکی اشاره کرد.
وی همچنین برندهٔ جوایزی همچون نشان افتخار تولد لهستان شده‌است.